# Spergula pentandra
Spergula pentandra är en nejlikväxtart som beskrevs av Carl von Linné. Spergula pentandra ingår i släktet spärglar, och familjen nejlikväxter. Inga underarter finns listade i Catalogue of Life.

## Bildgalleri

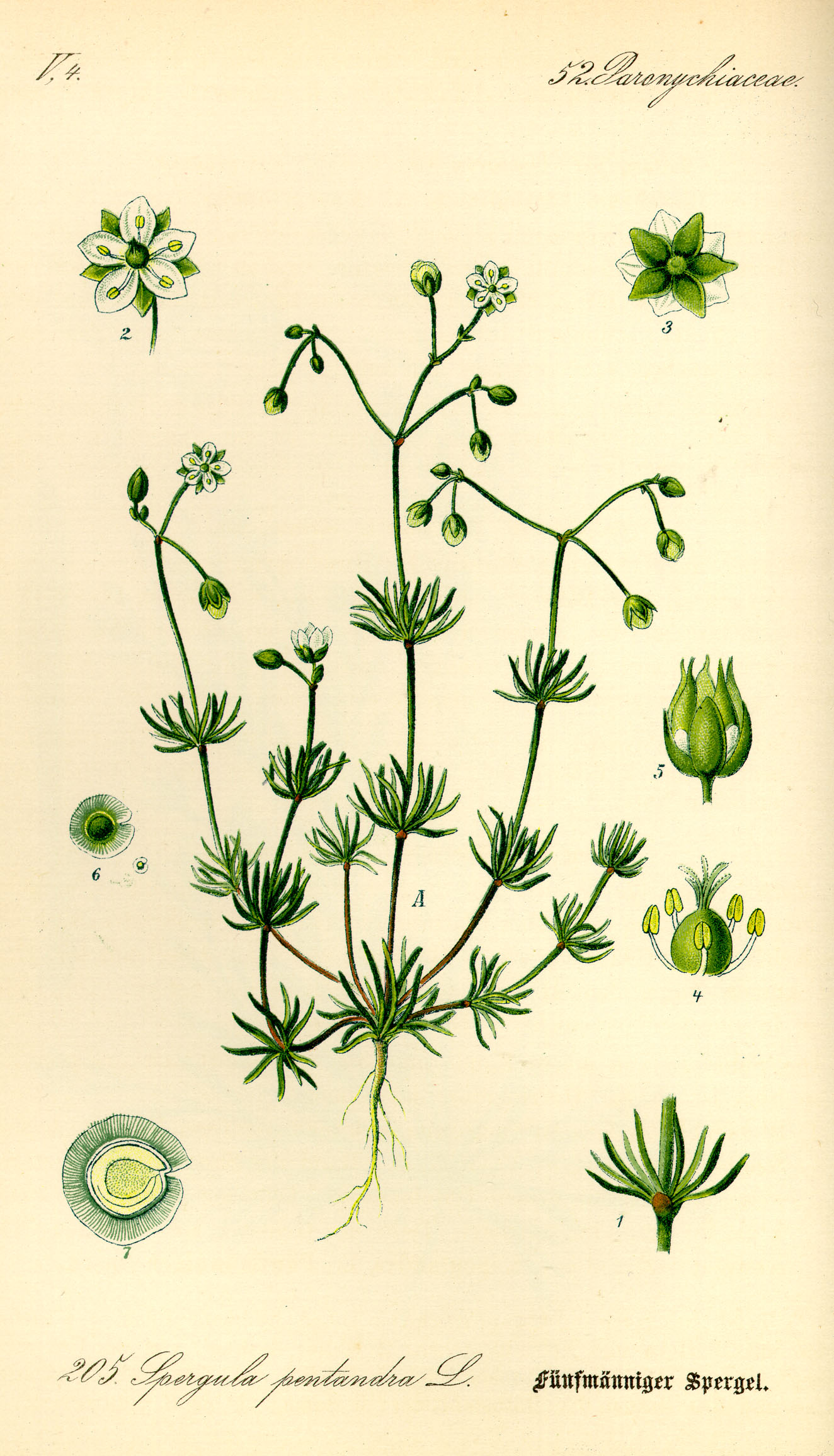
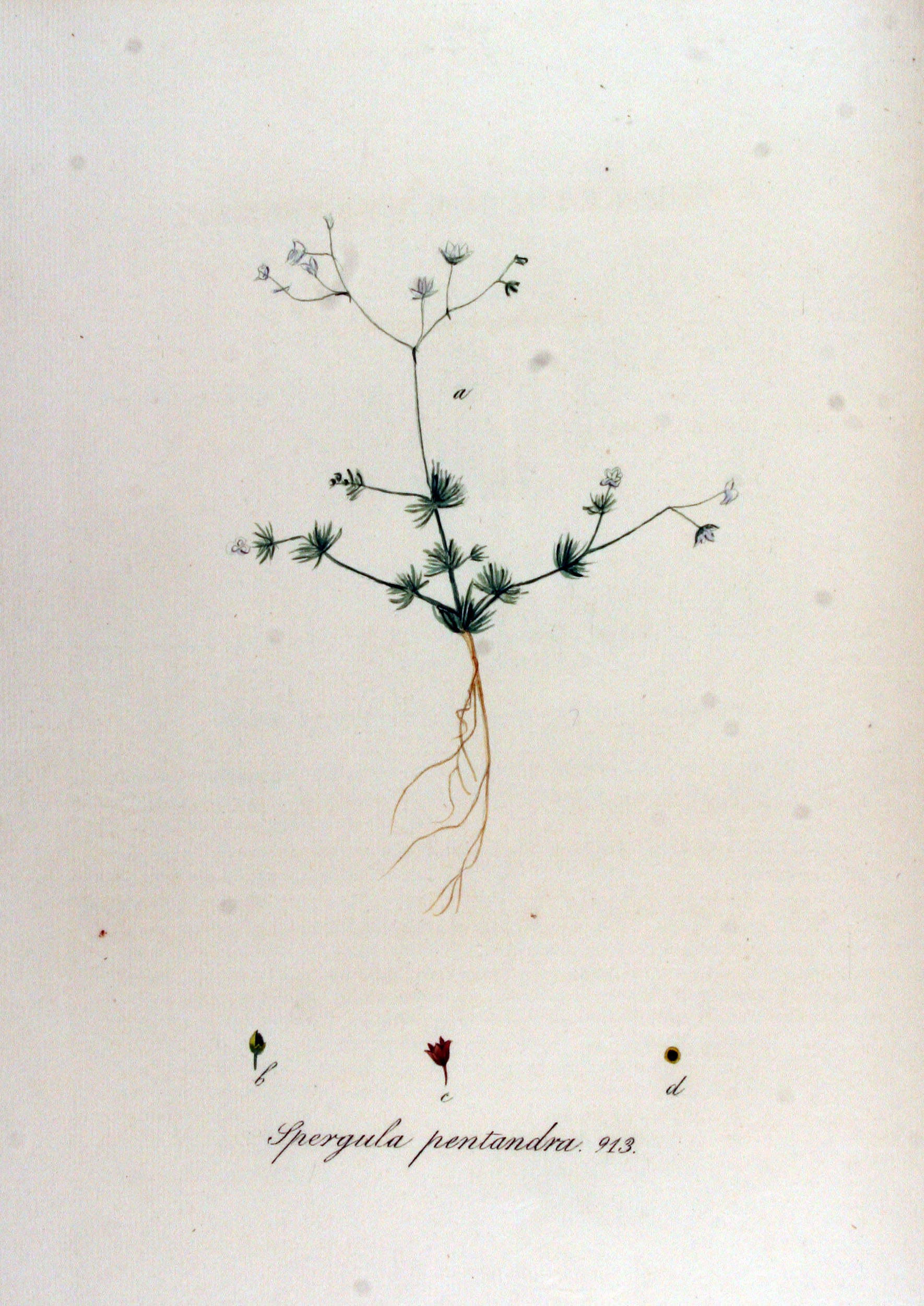
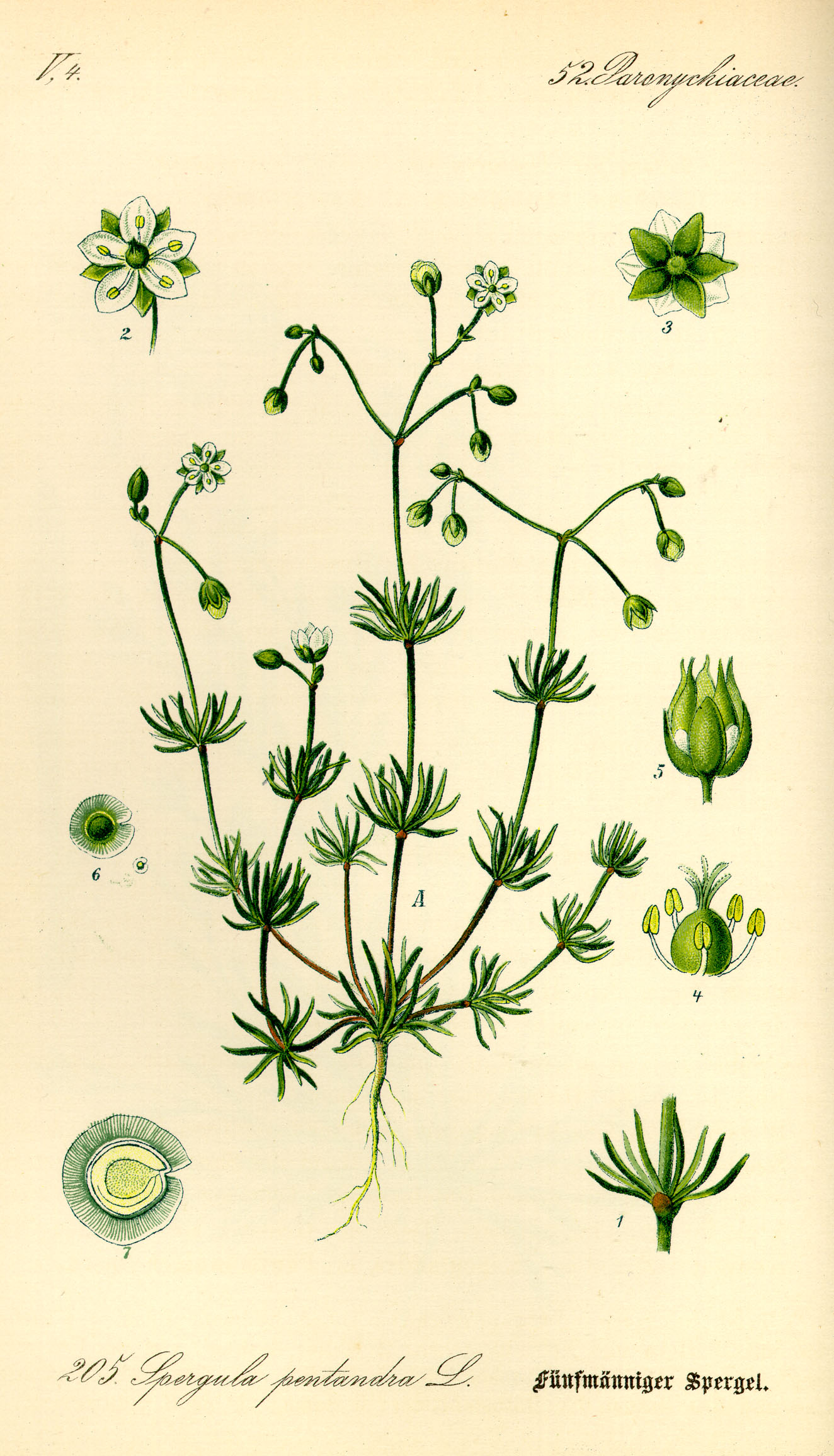